# Charles Rennie Mackintosh
|  | Aquest article tracta sobre la biografia de l'arquitecte. Si cerqueu la biografia del químic, vegeu «Charles Macintosh». |

Charles Rennie Mackintosh (7 de juny de 1868 - 10 de desembre de 1928) era un arquitecte escocès, dissenyador i aquarel·lista. Va ser dissenyador del moviment Arts and Crafts i també l'exponent principal de l'art nouveau al Regne Unit. Tingué una influència considerable en el disseny europeu.

## Vida

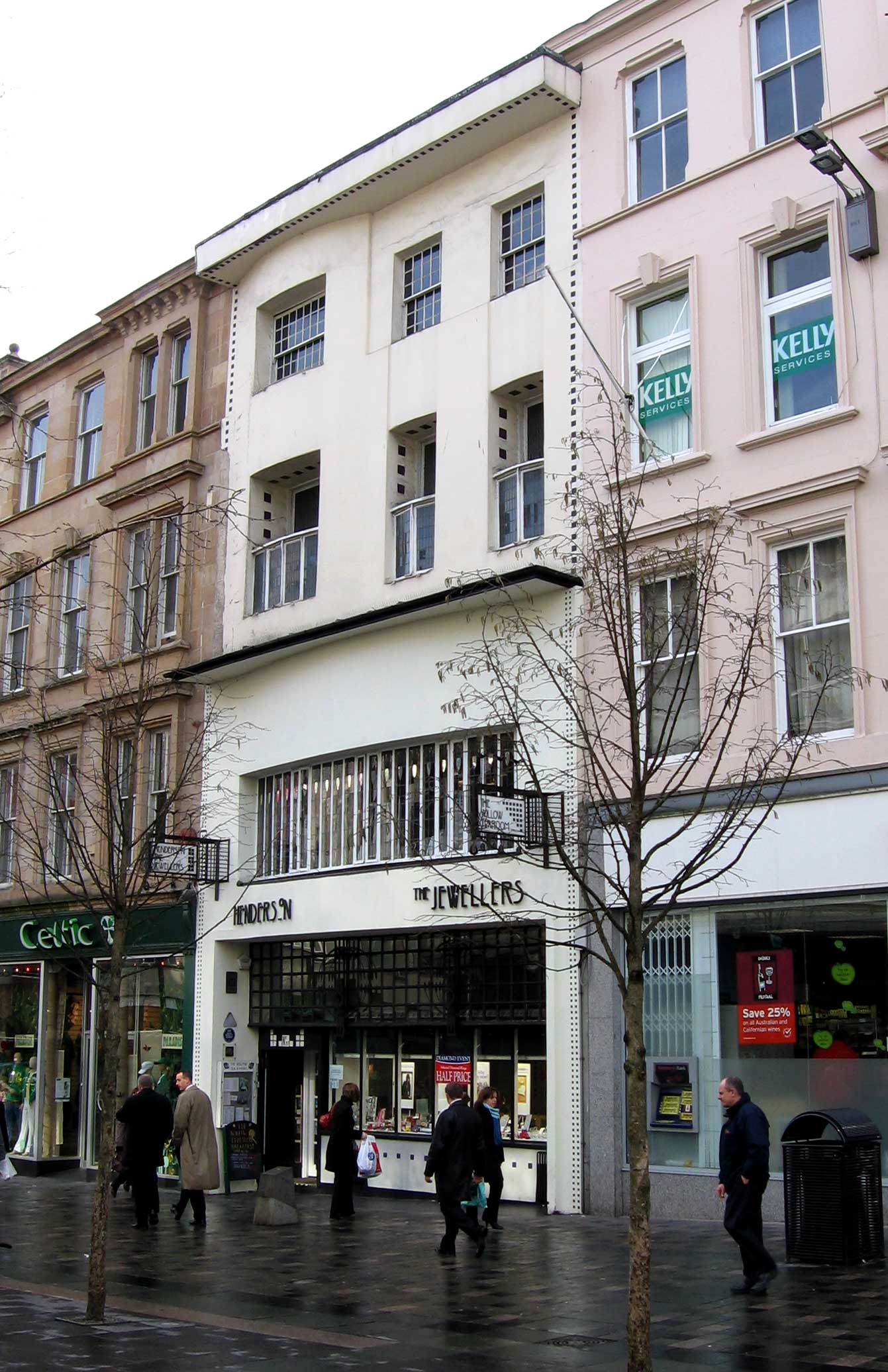
El saló de te Willows al carrer Sauchiehall, Glasgow

Charles Rennie Mackintosh va néixer al 70 de Parson Street Glasgow el 7 de juny de 1868 i era el quart de cinc fills de William Mackintosh i Margaret Rennie. El jove Charles assistí a l'escola privada de Reid assistit i a la Institució d'Allan Glen. El 1890 Mackintosh fou el segon guanyador de la beca d'estudis d'Alexander Thomson, establerta per a l'"avançament de l'estudi de l'arquitectura clàssica antiga, amb especial referència als principis il·lustrats als treballs de Thomson". Al seu retorn, continuà amb la pràctica arquitectònica d'Honeyman i Keppie, on començà el seu primer gran projecte arquitectònic, l'edifici Glasgow Herald, el 1899.
Charles Rennie Mackintosh va conèixer l'artista Margaret Macdonald a l'Escola d'Art de Glasgow i se'n va fer amic. Eren membres del grup col·laboratiu conegut com "Els Quatre" i es varen casar el 1902. Després d'uns quants èxits en el disseny d'edificis, Mackintosh esdevingué soci d'Honeyman i Keppie el 1907.
Durant aquest temps amb l'empresa, Charles Rennie Mackintosh va millorar el seu estil arquitectònic. El 1909 va dissenyar l'Escola de Scotland Street, que es convertiria en el seu darrer encàrrec arquitectònic important. Quan les dificultats econòmiques varen provocar el tancament de molts estudis d'arquitectura, va dimitir d'Honeyman i Keppie el 1913 i va mirar d'obrir el seu propi estudi.
Incapaç de sostenir el seu negoci, Mackintosh i la seva dona varen fer unes vacances esteses a Suffolk, on van pintar moltes aquarel·les florals. En retornar un any més tard, els Mackintosh es varen traslladar a Londres, on Charles continuava pintant i creant dissenys tèxtils. El 1916 Mackintosh va rebre un encàrrec per redissenyar la casa de W. J. Bassett-Lowke. Aquest compromís seria el seu últim projecte arquitectònic i de disseny d'interior.
A causa de dificultats financeres, els Mackintosh es varen tornar a traslladar el 1925 al sud de França, ja que Portvendres era una localització força més barata per viure. Durant aquesta pacífica fase de la seva vida, Charles Rennie Mackintosh va crear una gran cartera de pintures d'aquarel·la d'arquitectura i paisatge. La parella va romandre a França durant cinc anys, abans de veure's forçats a retornar a Londres el 1927 a causa d'una malaltia.
Aquell any, a Charles Rennie Mackintosh li diagnosticaven un càncer de gola i llengua. Una recuperació lleu l'impulsà a marxar de l'hospital i refer-se a casa durant uns quants mesos. Més tard ingressaria en una residència, on moria el 10 de desembre de 1928 als 60 anys.

## Influències al disseny

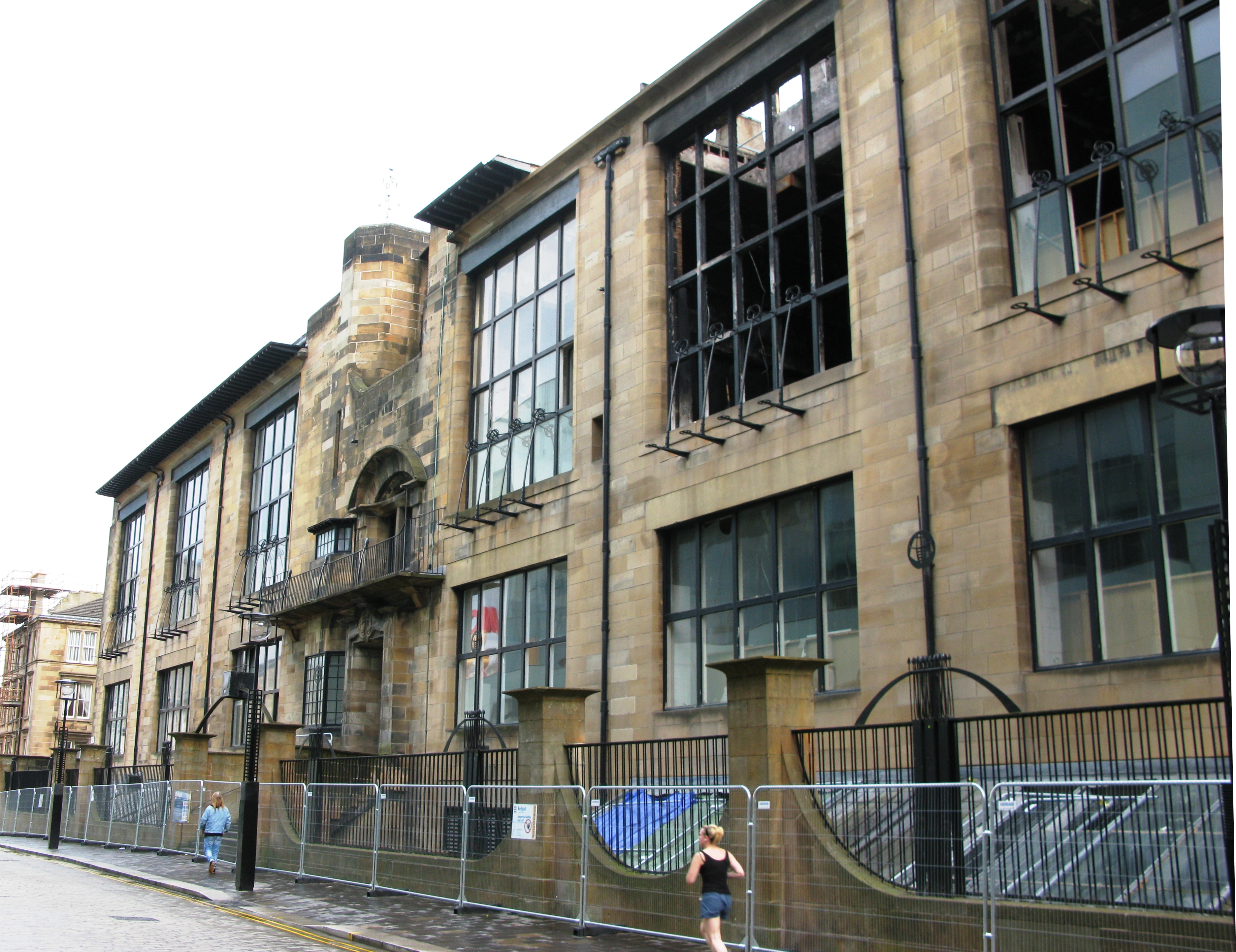
La façana nord de l'Escola de Glasgow (Escòcia)

Va viure la major part de la seva vida a la pròspera ciutat de Glasgow. Situada als marges del riu Clyde, durant la Revolució Industrial la ciutat tenia un dels centres de producció més grans d'enginyeria pesant i construcció naval al món. Mentre la ciutat creixia i prosperava, era necessària una resposta més ràpida a l'alta demanda de béns de consum i art. Els elements produïts en sèrie i industrialitzats començaven a guanyar popularitat. Junt amb la Revolució Industrial, l'estil asiàtic i l'aparició de les idees modernistes també influïren els dissenys de Mackintosh. Quan el règim aïllacionista japonès es debilitava, les drassanes que construïen al riu Clyde estaven exposades a l'armada japonesa. L'enllaç de Glasgow amb el país oriental es tornava especialment proper. El disseny Japonès es feia més accessible i guanyava una gran popularitat.
Aquest estil era admirat per Mackintosh a causa de la seva moderació i economia de mitjans més que l'acumulació ostentosa; les seves formes simples i materials naturals més que elaboració i artifici; l'ús de textura i llum i ombra més que dibuix i ornament. El mobiliari del vell estil occidental es veia com adornaments que mostraven el patrimoni del seu propietari, i el valor de la peça s'establia segons el temps invertit a crear-lo. En les arts japoneses, el mobiliari i el disseny se centraven en la qualitat de l'espai, que suposava una evocació a la calma i a un sentiment orgànic interior.
Alhora, una nova filosofia interessada en la creació d'un disseny funcional i pràctic estava emergint per tot Europa: les anomenades "idees modernistes". El concepte principal del moviment modernista era desenvolupar idees innovadores i tecnologia nova: disseny interessat en el present i el futur, més que en la història i la tradició. Es descartava l'ornamentació pesada i els estils heretats. Tot i que Mackintosh era conegut com el 'pioner' del moviment, els seus dissenys estaven molt allunyats de l'utilitarisme ombrívol del modernisme. La seva preocupació era construir al voltant de les necessitats de la gent: gent vista, no com a masses, sinó com a individus que no necessitaven una màquina per viure, sinó una obra d'art. Mackintosh prenia la seva inspiració de la seva educació escocesa i la barrejava amb la rúbrica d'Art Nouveau i amb la simplicitat de la forma japonesa.
Mentre treballava en arquitectura, Charles Rennie Mackintosh desenvolupava el seu propi estil: un contrast entre angles rectes durs i motius decoratius de manera floral inspirats en corbes subtils, p. ex. el motiu de la Rosa Mackintosh, junt amb algunes referències a l'arquitectura escocesa tradicional. El projecte que l'ajudaria a adquirir fama internacional fou l'Escola d'Art de Glasgow (1897-1909). Durant les primeres etapes de l'Escola de Glasgow també va completar el projecte de la Queen's Cross Church a Maryhill, Glasgow. Es considera que és un dels projectes més misteriosos de Charles Rennie Mackintosh. És l'única església construïda de l'artista de Glasgow i ara és l'oficina central de la Societat Charles Rennie Mackintosh.
Com el seu contemporani Frank Lloyd Wright, els dissenys arquitectònics de Mackintosh sovint incloïen detallades especificacions de la construcció, la decoració i el mobiliari dels seus edificis. La majoria si no tots aquests especejaments i significatives contribucions als seus dibuixos arquitectònics estaven fets amb tot detall per la seva esposa Margaret Macdonald a qui Charles havia conegut a l'Escola d'Art de Glasgow. El seu treball es va presentar a l'exposició Sezessió de Viena el 1900.
La carrera arquitectònica de Mackintosh va ser relativament curta, però de qualitat significativa i impactant. Tots els seus grans encàrrecs van ser entre 1896 i 1906, quan dissenyà cases privades, edificis comercials, renovacions d'interior, església, i mobiliari.

## Treballs arquitectònics destacats
- Windyhill, Kilmacolm

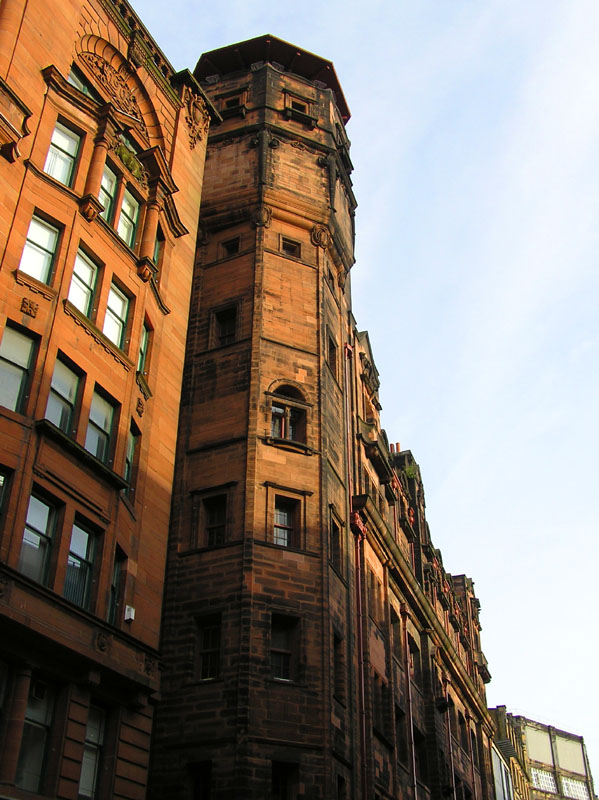
"El Far", l'edifici del Glasgow Herald de Charles Mackintosh

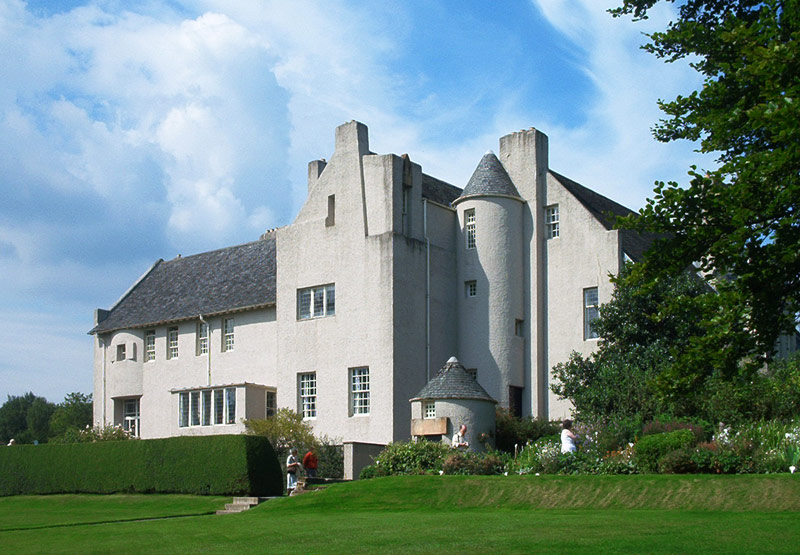
Hill House, Helensburgh, prop de Glasgow

- Hill House, Helensburgh (National Trust for Scotland)

- Casa per a un amant de l'art, Glasgow

- The Mackintosh House (disseny d'interior, reconstruït amb mobiliari original i complements al Museu Hunterian, Glasgow)
- Queen's Cross Church, Glasgow
- Ruchill Church Hall, Glasgow
- Holy Trinity Church, Bridge of Allan, Stirling
- Scotland Street School Museum, Glasgow actualment Museu Escolar de Carrer d'Escòcia.
- The Willow Tearooms, al carrer Sauchiehall, Glasgow; un dels «salons de te de Miss Cranston»: vegeu Catherine Cranston per al seu disseny d'interior
- House hill, disseny d'interior de la casa de Catherine Cranston i el seu marit John Cochrane (demolit, mobiliari en recollides)
- Escola d'art de Glasgow
- Craigie Hall, Glasgow
- Antigues oficines del Glasgow Herald al carrer Mitchell, actualment El Far - el Centre d'arquitectura, disseny i ciutat
- 78 Derngate, Northampton (interior design and architectural remodelling for Wenman Joseph Bassett-Lowke, founder of Bassett-Lowke)
- 5 The Drive, Northampton (for Bassett-Lowke's brother-in-law)

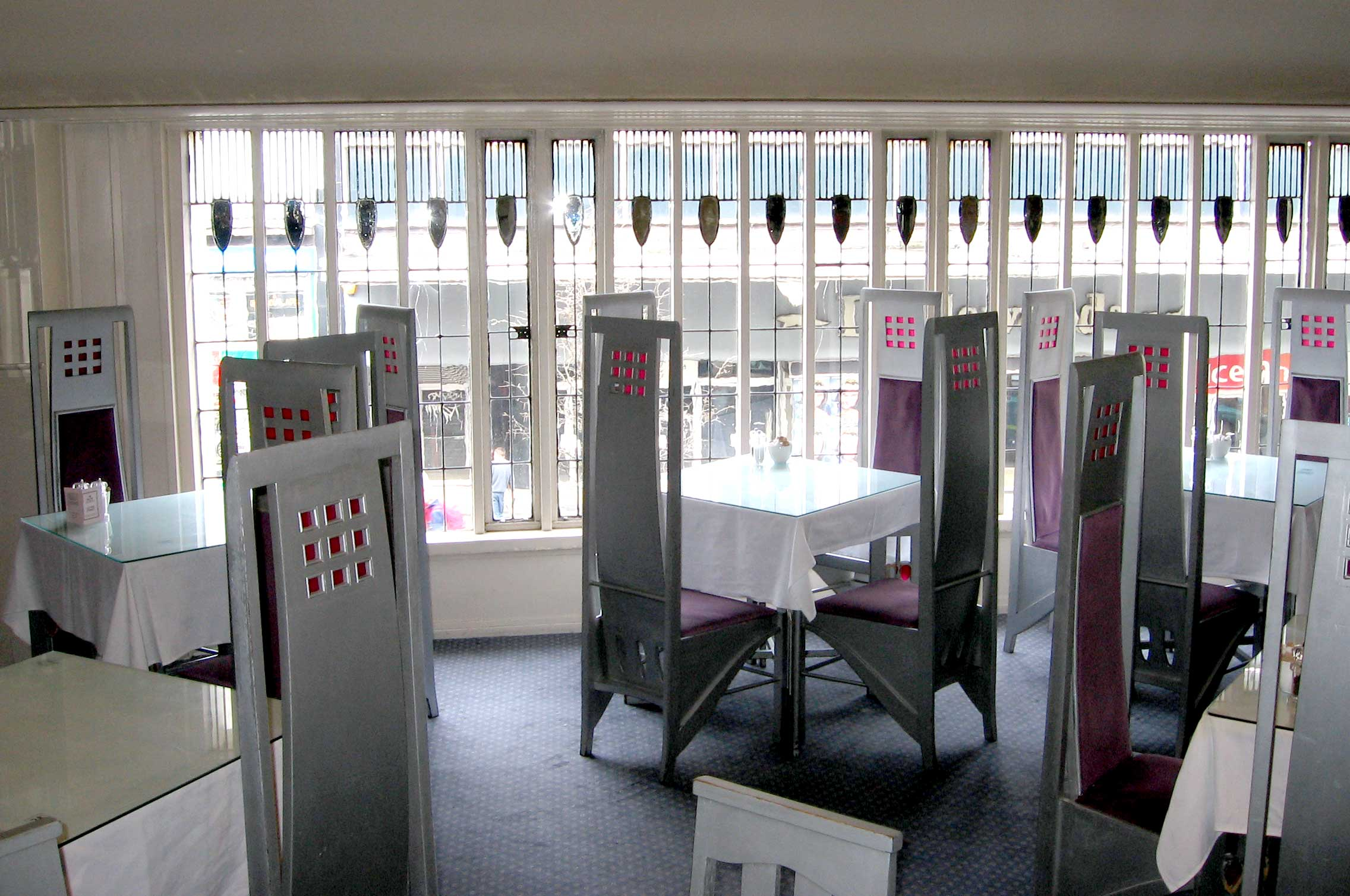
L'Espai de luxe a Willow Tearooms disseny i realització de mobiliari d'interior de Mackintosh i Margaret Macdonald

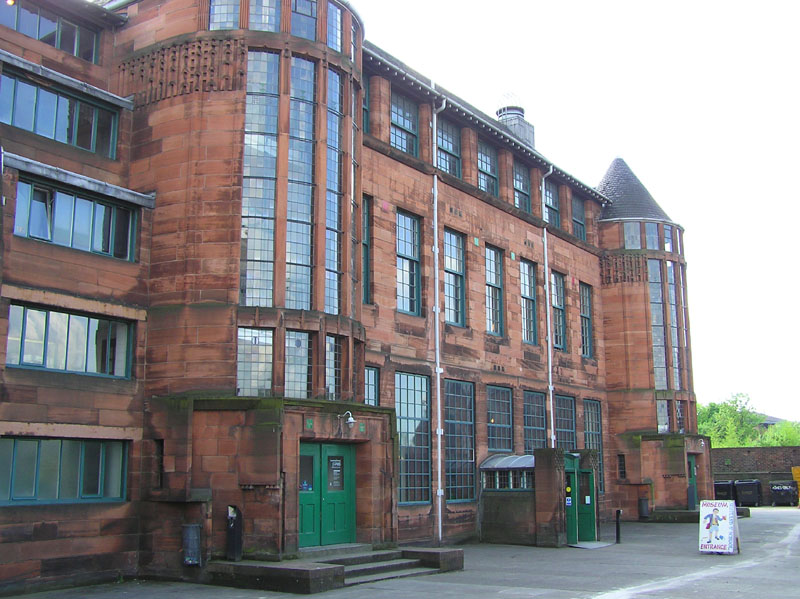
Escola del carrer d'Escòcia a Glasgow

## Projectes no construïts
Encara que moderadament popular (durant un període) a la seva Escòcia, la majoria dels seus dissenys més ambiciosos no es construïren. Els seus dissenys de diversos edificis per a l'Exposició Internacional de Glasgow de 1901 no es construïren, cap no era la seva "Haus eines Kunstfreundes" Casa per a l'amant de l'art) del mateix any. Participava en el concurs de disseny de 1903 per a la Catedral de Liverpool, però va perdre la licitació a favor de Giles Gilbert Scott.
La Casa per a un amant de l'art es va construir després de la seva mort (1989-1996). Tanmateix, Mackintosh va deixar molts projectes sense construir:
- Estació Terminal de Ferrocarril
- Auditori
- Auditori Alternatiu
- Bar i Menjador
- Recinte firal
- Ciència i Museu d'Art
- Sala capitular
- Catedral de Liverpool

Encara que la producció arquitectònica de Mackintosh va ser bastant petita tenia una influència considerable al disseny europeu. Especialment popular a Àustria i Alemanya, el treball de Mackintosh era molt reconegut quan es va presentar a l'exposició Sezessió de Viena el 1900. També va exposar a Budapest, Múnic, Dresden, Venècia i Moscou.

## Treball de Disseny i Pintura
Els Quatre

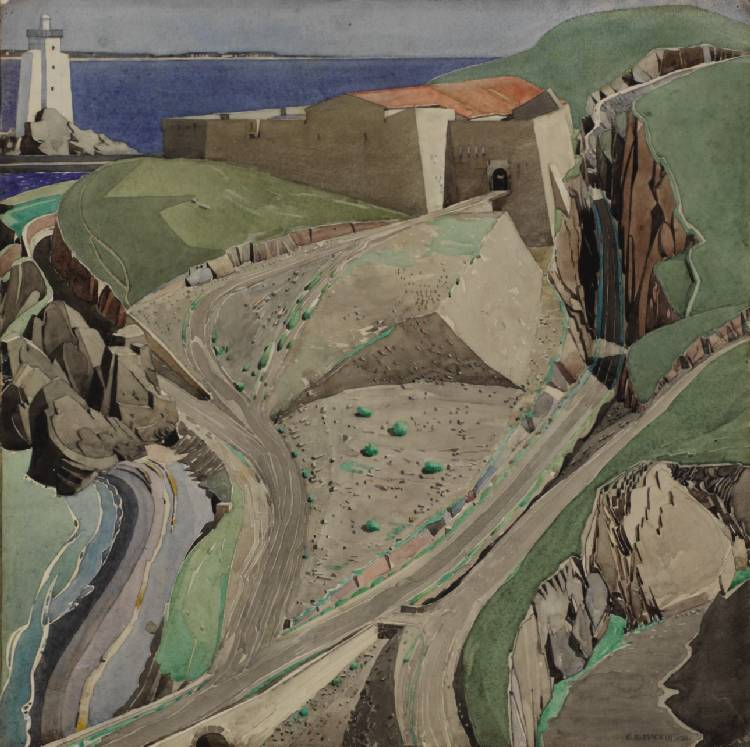
El Fort, circa. 1925-1926. Fort Mailly, una fortificació del arruïnada a la rodalia de Port Vendres

Charles Rennie Mackintosh assistí a cursos nocturns d'art a l'Escola d'Art de Glasgow. Va ser en aquestes classes on va conèixer la seva futura dona Margaret Macdonald, la seva germana Frances Macdonald i Herbert Macnair que era també un estudiant amic de Mackintosh a Honeyman i Keppie. MacNair i Frances també es casarien. Aquests companys íntims es coneixerien més tard com el grup col·laboratiu d'"Els Quatre" membres prominents del Moviment de l'Escola de Glasgow".
Aquest grup d'artistes exposaven a Glasgow, Londres i Viena, i aquestes exposicions ajudaven a establir la reputació de Mackintosh. L'anomenat "Estil de Glasgow" s'exhibia a Europa i influïa el moviment Vienès de l'Art Nouveau conegut com a Sezessionstil al voltant de 1900. Mackintosh també va treballar el disseny d'interior, mobiliari, teixits i forja. Molt d'aquest treball combina els mateixos dissenys de Mackintosh amb els de la seva muller, l'estil fluint, floral el qual complementava amb el seu treball més formal, el rectilini.
Més tard, desil·lusionat amb l'arquitectura, Mackintosh treballà àmpliament com a aquarel·lista pintant nombrosos paisatges i estudis de flors (sovint amb la col·laboració de Margaret, amb l'estil Mackintosh al que convergeix gradualment) al poble de Suffolk a Walberswick (a on s'havia traslladat la parella el 1914), i on va ser arrestat per possible espia el 1915.
El 1923, havia abandonat totalment l'arquitectura i el disseny i s'havia anat al sud de França amb Margaret on es concentrà en l'aquarel·la. Estava interessat en la relació entre els paisatges fets per l'home i el dissenyat de manera natural. Moltes de les seves pintures descriuen Portvendres, un port petit prop de la frontera Espanyola, i prop dels paisatges.

## Retrospectiva
Els dissenys de Mackintosh han guanyat en popularitat en les dècades posteriors a la seva mort. La seva Casa per a un amant de l'art es construí finalment al Parc Bellahouston de Glasgow el 1996, i la Universitat de Glasgow (que té la majoria del seu treball d'aquarel·la) va reconstruir una casa adossada que Mackintosh havia dissenyat i moblat amb el seu treball i el de Margaret (ara és part del Museu Hunterian de la Universitat). L'edifici de l'Escola d'Art de Glasgow (ara rebatejat "Edifici Mackintosh") és regularment citat pels crítics d'arquitectura com un dels millors edificis del Regne Unit. La Societat Charles Rennie Mackintosh intenta fomentar una major consciència del treball de Mackintosh com un important arquitecte, artista i dissenyador. La redescoberta de Mackintosh com a figura significativa del disseny és relacionada per alguns amb la designació de Glasgow com a Capital Europea de la Cultura el 1990, i les mostres del seu treball que acompanyaren el festival al llarg de l'any. La seva popularitat permanent des de llavors, ha estat alimentada per altres demostracions, molts llibres i altres records que han il·lustrat diversos aspectes de la seva vida i treball. Aquest ressorgiment de l'interès públic de Mackintosh ha conduït, a canvi, a la renovació i obertura d'altres edificis al públic, com els Willow Tearooms, Glasgow i Derngate, Northampton.
El Metropolitan Museum of Art a Nova York va fer una important mostra retrospectiva dels treballs de Rennie Charles Mackintosh entre el 21 de novembre de 1996 i el 16 de febrer de 1997. Juntament amb aquella exposició, hi havia conferències i un simposi d'especialistes, incloent-hi Pamela Robertson de la Galeria d'Art Hunterian, el propietari de galeria d'art de Glasgow Roger Billcliffe, i l'arquitecte J. Stewart Johnson, i projecció de documentals sobre Mackintosh.